# Legge di Moore
In elettronica e informatica, è indicato come prima legge di Moore il seguente enunciato:
La legge è tratta da un'osservazione empirica di David House, direttore esecutivo di Intel, commentando la precedente osservazione di Gordon Moore, cofondatore di Intel con Robert Noyce: nel 1965 Gordon Moore, che all'epoca era a capo del settore R&D della Fairchild Semiconductor e tre anni dopo fondò la Intel.
Moore scrisse un articolo su una rivista specializzata nel quale illustrava come nel periodo 1959-1965 il numero di componenti elettronici (ad esempio i transistor) che formano un chip fosse raddoppiato ogni anno. Moore, grazie alle sue supposizioni poi diventate leggi e conosciute come prima e seconda legge di Moore, è stato dunque tra coloro che hanno dato il via alla corsa all'evoluzione dei processori.

## Prima legge di Moore

Crescita del numero di transistor per processori e previsione di Moore

Nel 1965 Moore ipotizzò che il numero di transistori nei microprocessori sarebbe raddoppiato ogni 12 mesi circa. Nel 1975 questa previsione si rivelò corretta e prima della fine del decennio i tempi si allungarono a due anni, periodo che rimarrà valido per tutti gli anni ottanta.
La legge, che verrà estesa per tutti gli anni novanta e resterà valida fino ai nostri giorni, viene riformulata alla fine degli anni ottanta ed elaborata nella sua forma definitiva, ovvero che il numero di transistori nei processori raddoppia ogni 18 mesi. Questa legge è diventata il metro e l'obiettivo di tutte le aziende che operano nel settore come Intel e AMD.

### Esempio sulla prima legge di Moore
Nel maggio del 1997 Intel lancia il processore Pentium II con le seguenti caratteristiche:
- Frequenza: 300 MHz
- Numero di transistori: 7,5 milioni

Nel novembre del 2000, ovvero 42 mesi dopo il lancio del Pentium II, Intel mette in vendita il Pentium 4 con le seguenti caratteristiche:
- Frequenza: 1,5 GHz
- Numero di transistori: 42 milioni

Secondo la legge di Moore, dopo 18 mesi dal lancio del Pentium II, sarebbe stato possibile realizzare un processore contenente 15 milioni di transistor. Trascorsi altri 18 mesi (36 mesi dal lancio del Pentium II), il numero di transistor sarebbe raddoppiato rispetto ai 18 mesi precedenti passando da 15 a 30 milioni di transistor. Se fossero passati altri 18 mesi (54 mesi dal lancio del Pentium II) il numero di transistor sarebbe aumentato di 30 milioni, arrivando a 60 milioni. Dato che il Pentium 4 è stato lanciato tra 36 e 54 mesi dopo il lancio del Pentium II, il numero di transistori del Pentium 4 stimato dalla legge di Moore sarà compreso tra 30 e 60 milioni. Per calcolare una stima più precisa definiamo la funzione: {\displaystyle f(x)=2^{x \over 18}\times 7.5} che ci consente di stimare il numero di transistori dopo x mesi dal lancio del Pentium II.
- Lancio sul mercato del Pentium II avente 7,5 milioni di transistor
- 18 mesi dal lancio: f(18) = 15 milioni di transistori stimati dalla legge di Moore
- 36 mesi dal lancio: f(36) = 30 milioni di transistori stimati dalla legge di Moore
- 42 mesi dal lancio: f(42) = 37,8 milioni di transistor stimati dalla legge di Moore e lancio sul mercato del Pentium 4 con 42 milioni di transistori.

Come si può notare, in questo caso, la legge di Moore ha stimato una crescita addirittura inferiore rispetto a ciò che è effettivamente avvenuto.
Lo stesso ragionamento è valido per la frequenza del processore definendo {\displaystyle f(x)=2^{x \over 18}\times 300} che ci restituisce per f(42) proprio 1,5 GHz, la frequenza del Pentium 4.

### Limiti della prima legge di Moore
I limiti della prima legge di Moore starebbero solo nel raggiungimento dei limiti fisici imposti per la riduzione delle dimensioni dei transistor, e quindi della scala di integrazione, al di sotto dei quali si genererebbero effetti 'parassiti' indesiderati di natura quantistica nei circuiti elettronici. Tali limiti sarebbero peraltro già stati raggiunti con la generazione dei processori Pentium al di sopra del quale l'unico modo possibile e praticabile per aumentare le prestazioni di calcolo è rappresentato dalla tecnologia multicore ovvero dall'accoppiamento in parallelo di più processori come avviene peraltro nei supercalcolatori dei centri di calcolo.
Tali capacità di integrazione e quindi di calcolo rendono possibile l'utilizzo di applicazioni informatiche sempre più complesse quali ad esempio quelle legate all'industria dell'intrattenimento quali i videogiochi oppure della computer grafica, mentre semplici applicazioni di calcolo matematico, se si esclude il calcolo scientifico ad alte prestazioni, sono soddisfacibili anche con meno risorse di calcolo.

## Seconda legge di Moore
Gordon Moore affermava che: 
Non si tratta certamente di considerare il logaritmo sulla memoria dei chip, già noto al fondatore di Intel, ma dell'implicita enunciazione di un'altra importante legge: quella che riguarda l'efficienza dei dispositivi elettronici ed il loro costo effettivo. Come nel caso della prima, si tratta di un accordo tra fattori diversi. Ma non fu Moore a trattare questi argomenti. Infatti Arthur Rock, uno dei primi investitori nella Intel osservò preoccupato che il costo dei macchinari per la fabbrica di cui era azionista raddoppiava ogni quattro anni circa. Da qui un primo principio su cui fondare una nuova legge:
In seguito, Moore integrò definitivamente la sua legge originaria (Leyden, 1997; Ross, 1995) formulandone, implicitamente, una seconda:
Egli fece quest'affermazione in base all'osservazione della dinamica dei costi legati alla costruzione delle nuove fabbriche di chip; costi che erano passati - in media - da 14 milioni di dollari nel 1966 a un miliardo di dollari nel 1996. Questi costi erano quindi cresciuti a un ritmo superiore rispetto all'incremento di potenza dei chip previsto dalla prima legge. La proiezione di questi costi indicava che nel 2005 una fabbrica di chip sarebbe costata 10 miliardi di dollari. L'implicazione di questo primo andamento è che il costo per transistor, oltre a smettere di diminuire, sarebbe destinato ad aumentare. Dunque Moore aveva avvertito che la validità della sua prima legge stava per giungere a termine.
Da notare però che nello stesso periodo in cui Moore in qualche modo smentiva se stesso, gli sviluppi realizzati nella litografia (anche presso l'Università del Texas) hanno consentito dei risparmi di costo e dei miglioramenti di qualità dell'output che confermavano la validità della prima legge di Moore per almeno un altro decennio. Da considerare è anche un altro aspetto che emerge quando si cita la legge di Moore: l'accentuazione che generalmente viene data al vantaggio competitivo offerto dalla tecnologia dei processori e dalle implicazioni fornite anche dalle "code" di questa tecnologia.
Poiché i processori d'avanguardia aumentano di potenza a parità di prezzo, i processori della generazione precedente, la cui potenza rimane fissa, calano di prezzo. Come osserva Karlgaard (1998):
Significa che sarà conveniente utilizzare questi chip negli elettrodomestici, negli autoveicoli e in tutte le applicazioni ad ampia diffusione, insieme a questo è giusto considerare l'uso non destinato al personal computing di processori a 32 bit e si nota come delle unità ad Architettura MIPS dei modem ADSL con molta elettronica periferica a bordo hanno un costo (in quantità) ben inferiore al mezzo dollaro. In aggiunta oggi una fabbrica costa sempre circa 2-3 miliardi di dollari (USD), mentre la sua produttività è cresciuta a dismisura in throughput e in volumi specifici.
Di conseguenza, occorre effettivamente analizzare anche il ciclo del valore e dei volumi del prodotto finale. Ad esempio, una nuova macchina da 10 milioni di Euro, che può produrre miliardi di transistor in più, permetterà di ottenere un vantaggio competitivo in maniera indipendente dal costo dell'impianto produttivo e del ciclo di rimpiazzo delle linee di produzione. Sempre se il prodotto viene venduto completamente.
Tutte le innovazioni tecnologiche e il miglioramento della qualità dei materiali che hanno reso possibile il processo di scala dei dispositivi hanno comportato, però, investimenti sempre crescenti in apparecchiature: da queste osservazioni si può comprendere il perché di un'ulteriore interpretazione della seconda legge di Moore:
Per incrementare le prestazioni, occorrono sempre maggiori studi, ricerche e test. Per aumentare il numero di transistor all'interno del processore, senza aumentare la dimensione del processore stesso, occorrono dei componenti sempre più piccoli, quindi nuovi materiali che permettano questo risultato. L'aumento delle prestazioni comporta dei test, sia per provare la resistenza dei materiali, sia per l'affidabilità stessa del processore. Tutto questo comporta delle spese,  che la casa produttrice deve affrontare se vuol avere un prodotto funzionante e funzionale.
Al momento attuale, fermo restando il fatto che l'entità dell'investimento dipende in maniera significativa dal tipo di prodotto in sviluppo e dalle economie di scala che si intendono effettuare, una stima intorno ai 2-5 miliardi di dollari non sembra lontana dal vero. Ogni nuova linea pilota richiede, quindi, investimenti (e coinvolge ricercatori) paragonabili con quelli degli acceleratori di particelle o dell'esplorazione spaziale. Anche se l'industria microelettronica spende tradizionalmente circa il 20% del proprio fatturato in nuove fabbriche e il 12-15% in ricerca e sviluppo, la crescita degli investimenti richiesti per una nuova linea pilota tende a rappresentare una porzione, sempre più alta, del fatturato, con alcune implicazioni economiche rilevanti:
- riduzione nel numero di società che si possono permettere linee pilota avanzate;
- fenomeni di associazione di società diverse per condurre la ricerca in comune (SEMATECH, associazione di Motorola, Philips ed ST per la nuova linea da 300 mm ecc.);
- crescita dei rischi connessi ad un investimento sbagliato, che colpisce, soprattutto, le società che sviluppano le attrezzature di produzione nel settore della microelettronica.

In generale, si sta quindi assistendo ad un fenomeno di netto consolidamento del settore, sintomo di una industria matura, con alte barriere di ingresso, tendenza sensibile all'oligopolio ed una forte riduzione della propensione al rischio. È comunque presente un problema, che invita a calmare gli entusiasmi, dato dalla necessità di garantire un ritorno economico adeguato per gli investimenti iniziali fatti: ogni nuova generazione tecnologica deve produrre utili sufficienti a ripagare le spese di sviluppo, e questo è possibile solo se si aprono nuovi mercati di massa.
In quest'ottica potrebbe arrivare un momento in cui non esisteranno più applicazioni di massa tali da giustificare economicamente lo sviluppo di nuove tecnologie a prestazioni superiori. Esiste quindi una forte spinta a cercare vie alternative che garantiscano la continuazione della situazione attuale per il più lungo tempo possibile e salvaguardare così il mercato. A questo proposito bisogna tenere presente che il punto critico non è costituito tanto dalle dimensioni del transistor quanto piuttosto dalla possibilità di produrre circuiti integrati sempre più complessi e a costi sempre più bassi.

## Epilogo
Si riteneva che questa legge non sarebbe potuta più essere sostenuta dopo il 2020, in quanto già dopo il 2000 risultava palese che le prestazioni dei microprocessori non fossero migliorate in modo significativo, se non grazie a nuove strutture architetturali delle stesse. Allo stesso modo vennero proposte nuove leggi, come la Legge di Dally, che dovrebbero rappresentare una nuova era nell'evoluzione dei microprocessori, passando dal calcolo seriale al calcolo parallelo, il quale però deve essere adeguatamente supportato da programmi parallelizzabili.
La potenza di calcolo relativa all'intelligenza artificiale rappresenta un'eccezione alla Legge di Moore. Essa raddoppia ogni sei mesi.